# 국민안전교육연수원
국민안전교육연수원은 대한민국 행정안전부 소관 기관이다. 국민을 대상으로 하는 안전교육의 체계적 구축과 교육제공을 목적으로 한다. 6대 안전 분야(생활안전, 교통안전, 자연재난안전, 사회기반체계안전, 범죄안전, 보건안전 등 생애주기별(영유아기, 아동기, 청소년기, 청년기, 성인기, 노년기)의 안전교육을 실시하고 있으며, 안전전문 인력양성과정을 통한 안전관리자를 양성하는 기능을 수행한다. 
1. 행정안전부 국민안전교육 [안전체험관] 운영기관
2. 안전교육 이수증 발급기관
3. 안전전문가 인력양성과정 전문기관
4. 안전교육 전문강사 운영기관
5. 안전사고 예방을 위한 가상현실체험(Virtual Reality)관 운영기관
6. 안전장비 교구재를 이용한 안전체험실습 운영기관
7. [찾아가는 안전체험교실] 운영기관